# アンティ・ヨキネン
アンティ・ヨキネン（Antti Jokinen, 1968年4月26日 - ）は、フィンランドの映画監督、俳優、ミュージック・ビデオ・ディレクターである。ヌルミヤルヴィ出身である。

## キャリア

### ミュージック・ビデオ
アナスタシア、セリーヌ・ディオン、タリア、ケリー・クラークソン、コーン、ローディ、ナイトウィッシュ、シャナイア・トゥエイン、ウエストライフ、ワイクリフ・ジョンなどのミュージック・ビデオを監督している。

### 映画
2009年春より、ヨネキンは初めての長編映画である『ヒラリー・スワンク ストーカー』の撮影が始まった。ヒラリー・スワンク主演のこの映画は2011年に公開された。
2012年、監督2作目『Puhdistus』が第85回アカデミー賞外国語映画賞フィンランド代表に選ばれた。